# Toledo (Illinois)
Toledo település az Amerikai Egyesült Államok Illinois államában, Cumberland megyében, melynek megyeszékhelye is. Lakosainak száma 1161 fő (2020. április 1.).

## Népesség
A település népességének változása:

| 2010 | 1 238 |
| 2020 | 1 161 |